# István Orosz
István Orosz (Kecskemét, 24 de octubre de 1951) es un pintor, grabador, diseñador gráfico y director de cine de animación húngaro. Es conocido por sus obras de inspiración matemática, objetos imposibles, ilusiones ópticas, imágenes de doble sentido y anamorfosis. Su arte geométrico, con perspectivas forzadas e ilusiones ópticas, ha sido comparado con obras de M. C. Escher.

## Biografía
István Orosz nació en Kecskemét y estudió en la Universidad Húngara de Arte y Diseño de Budapest. Fue alumno del director de cine István Balogh y de Ernő Rubik. Tras graduarse en 1975, trabajó como escenógrafo teatral y como animador y director de cine de dibujos animados. También es pintor, grabador, cartelista e ilustrador. En sus obras suele utilizar paradojas visuales, imágenes de doble significado y enfoques ilusionistas, mientras sigue técnicas de impresión tradicionales como la xilografía y el aguafuerte; así como también intenta renovar la técnica de la anamorfosis. Ha participado en las principales bienales internacionales de carteles y artes gráficas y sus obras se han mostrado en exposiciones individuales y colectivas en Hungría y en el extranjero. Es director de cine en el PannóniaFilm Studio de Budapest, profesor de la Universidad de Hungría Occidental en Sopron, cofundador de la Asociación Húngara de Carteles, miembro de Alliance Graphique International (AGI) y de la Academia de Arte Húngara. A menudo utiliza ΟΥΤΙΣ, o Utisz, (pronunciado: outis) (Nadie) como seudónimo artístico.

## Arte del cartel
Al inicio de su carrera se le conoció como diseñador de carteles. Dibujó carteles culturales para teatros, películas, galerías, museos y editoriales. Durante las revoluciones de 1989 en Europa del Este dibujó algunos carteles políticos. Su Tovarishi Adieu (también con el texto Tovarishi Koniec, que significa «camaradas, se acabó») apareció en muchos países y era conocido como una imagen simbólica de los cambios en la zona.

## Anamorfosis

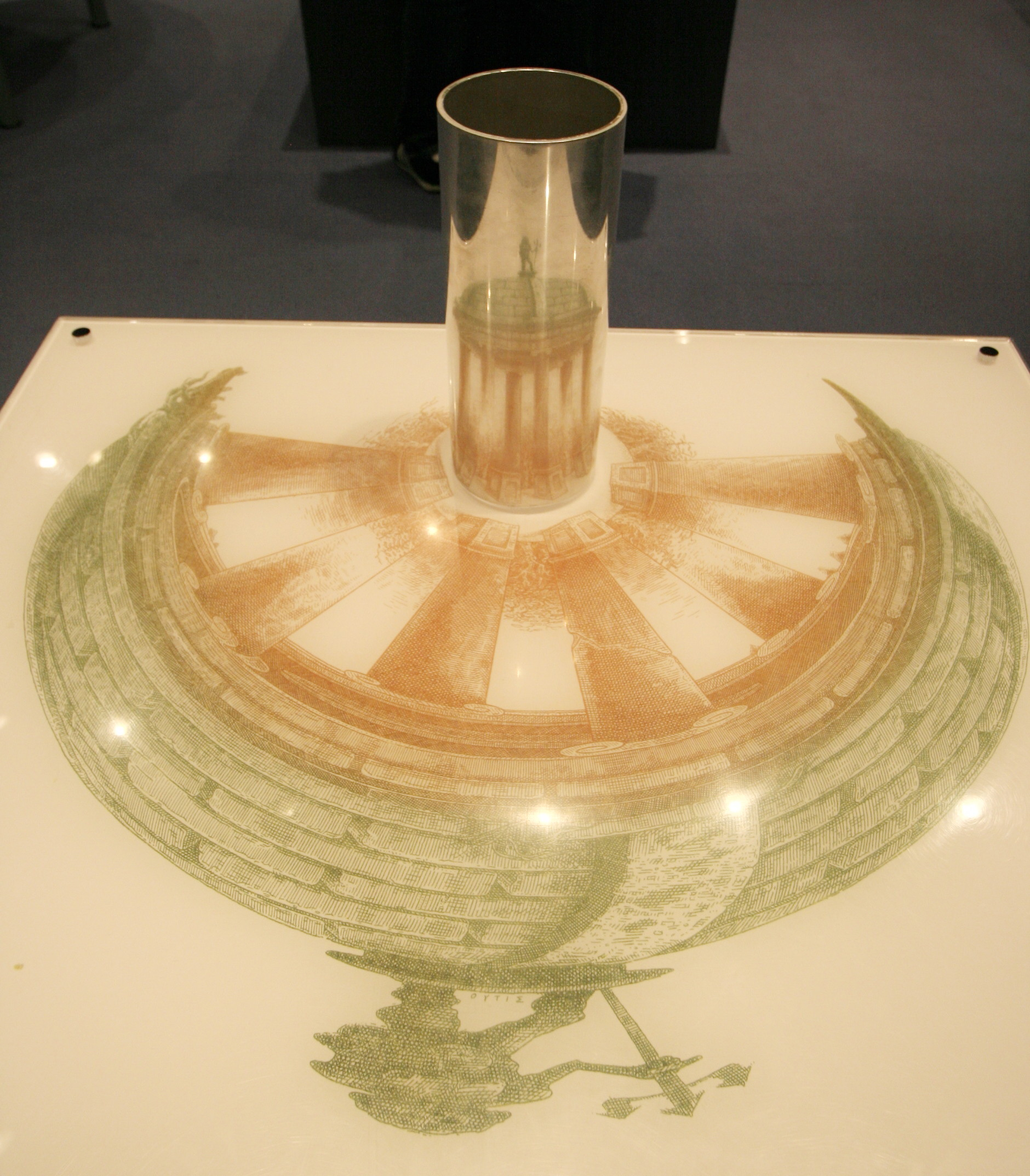
Una de sus anamorfosis.

Los artistas que diseñan anamorfosis (anamorfosis en griego significa «retransformación») juegan con la perspectiva para crear una imagen distorsionada que parece normal solo cuando se ve desde el ángulo correcto o con la ayuda de espejos curvos. La técnica fue utilizada a menudo por artistas del Renacimiento. Orosz intenta renovar la técnica de la anamorfosis y su objetivo es desarrollarla también cuando le da un significado a la imagen distorsionada. Ya no es una imagen amorfa, sino una representación significativa que es independiente del resultado que aparece en el espejo o visto desde un punto de vista especial. Este enfoque de anamorfosis es adecuado para expresar mensajes sofisticados y para causar mayor impresión. 

## Citas
- «Outis - Era el héroe homérico Odiseo, que luchó contra el cíclope, había usado este nombre y le había sacado el ojo al monstruo. Me imagino que ese cartel no es más que un gesto de Odiseo: una especie de ataque al ojo».
- «Si quieres crear un cartel, intenta explicar tu idea en una oración. Luego intenta reducirla, omite frases y atributos hasta que tengas lo esencial. Cuando no necesites ninguna letra, estarás listo con el póster».
- «... cuando dibujé estos objetos imposibles, esperaba que todos comprendieran mi intención, la intención de un diseñador húngaro de finales del siglo XX que no dice la verdad sólo para ser sorprendido en el acto».
- «Hay cosas que puedo imaginar y puedo dibujar. Hay cosas que puedo imaginar pero no puedo dibujar. Pero, ¿podría dibujar algo que no puedo imaginar? Eso me interesa mucho».

## Introducción de Guy D'Obonner
Durante las últimas dos décadas –cuando se realizaron la mayoría de las obras aquí expuestas– las actividades del cartelista, del grabador, del ilustrador y del director de cine se han completado mutuamente. En todos los medios aparecieron muchos motivos, rasgos estilísticos y soluciones técnicas, y a Orosz aparentemente no le supuso ningún problema cruzar las fronteras de los diferentes géneros. Cuando dibujaba un cartel normalmente lo hacía con la precisión de los ilustradores, cuando ilustraba un libro, lo hacía con el tono narrativo de los cineastas, si estaba animando películas, a veces utilizaba el enfoque de varias capas de los grabadores y aguafuertes. y para las impresiones optó a menudo por la emblemática forma simplificadora de representar los carteles. Si lo llamamos diseñador de carteles basándose únicamente en sus impresiones funcionales, limitamos su campo de actividad, nos acercamos a la verdad si lo asociamos con el «póster» como forma de pensar, o si llamamos a su imagen polifacética retratándonos a nosotros mismos y a nuestra época como el cartel-espejo de István Orosz. (Guy d'Obonner: Transfiguración del cartel - detalle). 

## Exposiciones
- 1997 Chicago, I Galería Espacial
- 1997 Salónica, Universidad Aristotélica.
- 1998 Belén, Pensilvania, (Galería Payne, Moravian College).
- 2000 Silkeborg, Centro de Arte.
- 2000 Estambul, Bilgi Üniversitesi.
- 2002 Bratislava, Galería Slovenska Narodná.
- 2004 Toruń, Galería Sztuki Wozownia.
- 2004 La Haya, Museo Escher.[3]
- 2006 Budapest, Museo Ernst.[4]
- 2007 Essen, Teatro Grillo.[5]
- 2008 Jorwert, Iglesia Reformada.[6]
- 2009 Melbourne, Galería del Ayuntamiento de Glen Eira.
- 2009 TMDG2009, Mar del Plata, Argentina.[7]
- 2010 Budapest, Galería Koller.[8]
- 2011: Kecskemét, Cifrapalota.
- 2012: Győr, Esterházy-palota.
- 2013: Moscú, Galería Sberbank.
- 2013: Brescia, Galería dell'Incisione.
- 2014: Jyväskylä, Galería Ratamo.
- 2013-2014: Ankara, Galería Güler Sanat.
- 2017: Badacsony, Egry József Múzeum.

## Como cineasta
- 1977 Silencio.
- 1978 Hacia el Salero.
- 1980 Pesadilla privada.
- 1984 ¡Ah, Amerika!.
- 1989 ¡Vigyázat lépcső! (¡Cuidado con las escaleras!).
- 1993 El Jardín.
- 1995 ¡Llora!.
- 2001 Agujero negro - Agujero blanco.
- 2004 Az idő látképei (Los Horizontes del Tiempo).
- 2008 Útvesztők (Laberintos).
- 2010 ¡Sakk! (¡Ajedrez!).
- 2014 A rajzoló (El cajón).

## Premios
- 1985 Mejor guion (compartido con Ferenc Dániel) por Ah, Amerika! («¡Ah, América!») en el 1er Festival de Cine de Animación KAFF, Kecskemét.[9]
- 1990 Medalla de Oro en la Bienal de Diseño Gráfico de Brno.
- 1991 Primer Premio en la Bienal Internacional del Cartel, Lahti.
- 1991 Premio principal del Festival de Cine «Mediawave», Győr.
- 1993 Premio en la Categoría de Cortometrajes por Vigyázat lépcső! (¡Cuidado con los pasos!) en el 3er Festival de Cine de Animación KAFF, Kecskemét. [10]
- 1994 Premio Icograda en el Salón Internacional del Cartel de Chaumont.
- 2000 Premio Anual a la Distinción Creativa del Diseño Europeo, Dublín.
- 2001 Medalla de oro en la Exposición Anual de la Sociedad de Ilustradores, Nueva York.
- 2005 Gran Premio y Premio de la Crítica de Cine y Televisión (empatado con Igor Lazin) por Az idő látképei («Los Horizontes del Tiempo») en el 7º Festival de Cine de Animación KAFF, Kecskemét.
- 2007 Anillo Pro Ludo, Budapest.
- 2007 Premio Plakat Kunst Hof Ruettenscheid, Essen.
- 2009 Premio Especial al Mejor Lenguaje Visual (empatado con Zoltán Szilágyi Varga) por Útvesztők («Laberintos») en el noveno Festival de Cine de Animación KAFF, Kecskemét. [11]
- Premio Kossuth 2011, Budapest.

## Libros
- ΟΥΤΙΣ - Orosz István. Balassi Kiadó, Budapest, 1994.
- István Orosz, Exhibition Book, Hammerpress – GrafikArchive, Kansas City, 1998.
- Vladislav Rostoka: István Orosz / Carteles. Conejo y solución, Bratislava, 2002.
- Al Seckel : Maestros del engaño Sterling Publishing Co. Nueva York, 2004.
- En el fondo - István Orosz. Catálogo de la exposición «Orosz bij Escher», La Haya, 2004.
- Nubes para Polonio. Ernst Múzeum, Budapest, 2006.
- El tiempo dibujado (A lerajzolt idő), 2008.
- István Orosz: Vision of Design. Index Books / Hesign, Berlin - Shanghai, 2007.
- István Orosz: The Ambassador and the Pharaoh - Tipotex, Budapest, 2011. (Extracto del libro )
- Ajedrez en la Isla (Sakkparti a szigeten), 2015.
- Un rinoceronte recordado, 2016.
- Lugares de interés del tiempo (Az idő látképei), 2016.